# فيليبالد جوزيف ماكدونالد
فيليبالد جوزيف ماكدونالد هو سياسي كندي، ولد في 27 يناير 1897 في جزيرة الأمير إدوارد في كندا، وتوفي في 17 مارس 1977 في تشارلوت تاون في كندا.